# Tre Flowers
Trequille Flowers (* 2. Juni 1995 in Converse, Texas) ist ein US-amerikanischer American-Football-Spieler auf der Position des Cornerbacks. Aktuell steht er bei den Chicago Bears unter Vertrag. Zuvor stand er bei Seattle Seahawks, den Cincinnati Bengals, den Atlanta Falcons, den Jacksonville Jaguars und den Indianapolis Colts in der National Football League (NFL) unter Vertrag.

## Frühe Jahre
Flowers wuchs in seiner Geburtsstadt auf. Sein Onkel Erik war über 7 Jahre ebenfalls ein Spieler in der NFL, unter anderem für die Buffalo Bills und die Houston Texans. Tre besuchte die Judson High School, für die er in der Football-, Basketball- und Leichtathletikmannschaft aktiv war. Dort verzeichnete er in seinem letzten Jahr 76 Tackles und 3 Interceptions. Nach seinem Highschoolabschluss erhielt er ein Stipendium der Oklahoma State University, für die er von 2013 bis 2017 spielte. In seinem ersten Jahr wurde er geredshirted. Ab seinem 2. Jahr wurde er Stammspieler in der Defense, zumeist als Safety. In den 5 Jahren an der Universität verzeichnete Flowers insgesamt 284 Tackles, 4 Interceptions und 4 erzwungene Fumbles. Mit seiner Mannschaft konnte er in dieser Zeit den Cactus Bowl, den Alamo Bowl und den Camping World Bowl gewinnen. Flowers persönlich wurde in seinem letzten Jahr ins First-Team All-Big 12 und Second-Team All-American gewählt.

## NFL

### Seattle Seahawks
Beim NFL Draft 2018 wurde Flowers in der 5. Runde an 146. Stelle von den Seattle Seahawks ausgewählt. Dort wurde er als Cornerback anstatt als Safety, seiner Position im College, eingesetzt. Flowers war direkt in seiner ersten Saison Stammspieler bei den Seahawks und spielte in jedem Spiel fast die gesamte Zeit. Sein NFL-Debüt gab er am 1. Spieltag der Saison 2018 bei der 24:27-Niederlage gegen die Denver Broncos, bei dem er insgesamt 8 Tackles verzeichnete. Beim 20:17-Sieg gegen die Arizona Cardinals am 4. Spieltag konnte er einen Fumble erzwingen. Da die Seahawks in der Saison 10 Spiele gewinnen konnten und dabei nur 8 verloren, qualifizierten sie sich für die Playoffs. Dort gab Flowers in der 1. Runde bei der 22:24-Niederlage gegen die Dallas Cowboys sein Debüt, bei dem er in der Startformation stand.
Auch in der Saison 2019 war Flowers Stammspieler und kam in 15 von 16 Spielen zum Einsatz. Am 1. Spieltag konnte er beim 21:20-Sieg gegen die Cincinnati Bengals insgesamt 10 Tackles verzeichnen. Dies war sein erstes Spiel mit 10 oder mehr Tackles und ist bis dato seine Karrierehöchstleistung. Seine erste NFL-Interception konnte er am 6. Spieltag beim 32:28-Sieg gegen die Cleveland Browns von Quarterback Baker Mayfield fangen. Insgesamt kam er in der Saison 2019 auf 3 Interceptions. Am 10. Spieltag konnte er beim 27:24-Sieg gegen die San Francisco 49ers zusätzlich den ersten Sack seiner Karriere an Jimmy Garoppolo verzeichnen. Diesen konnte er bei der 21:23-Niederlage am 17. Spieltag sogar ein zweites Mal sacken. Die Seahawks qualifizierten sich erneut für die Playoffs, schieden aber nach einem Sieg gegen die Philadelphia Eagles in der 2. Runde gegen die Green Bay Packers aus. Zu Beginn der Saison 2020 war Flowers allerdings nur Backup für Shaquill Griffin und Quinton Dunbar auf der Position des Cornerbacks. Trotzdem kam er noch gelegentlich zu Einsätzen in der Startformation. Am 5. Dezember 2020 wurde er allerdings mit einer Oberschenkelmuskelverletzung auf die Injured Reserve List gesetzt. Flowers ging als Starter in die Saison 2021, verlor aber nach dem dritten Spieltag nach wenig überzeugenden Leistungen seinen Stammplatz an Sidney Jones IV. Nach Woche 5 entließen die Seahawks Flowers.

### Cincinnati Bengals
Daraufhin wurde er von den Cincinnati Bengals über die Waiver-Liste unter Vertrag genommen. Sein Debüt für die Bengals gab er am 7. Spieltag beim 41:17-Sieg gegen die Baltimore Ravens, bei dem er auch ein Tackle verzeichnen konnte. Daraufhin kam er regelmäßig als Backup in der Defense sowie in den Special Teams zum Einsatz. Am 18. Spieltag stand er bei der 16:21-Niederlage gegen die Cleveland Browns erstmals in der Startformation und konnte insgesamt acht Tackles verzeichnen, ein Saisonhöchstwert. Da die Bengals in dieser Saison 10 Spiele gewannen und nur sieben verloren, konnten sie sich als Sieger der AFC North für die Playoffs qualifizieren. Dort trafen sie in der ersten Runde auf die Las Vegas Raiders. In diesem Spiel konnte Flowers insgesamt fünf Tackles verzeichnen und die Bengals konnten das Spiel mit 26:19 gewinnen. Auch bei den folgenden beiden Siegen gegen die Tennessee Titans in der Divisional Runde und die Kansas City Chiefs im AFC Championship Game kam Flowers als Rotationsspieler zum Einsatz, die Bengals qualifizierten sich für Super Bowl LVI. Dort trafen sie auf die Los Angeles Rams. Auch in diesem Spiel kam Flowers zum Einsatz, konnte insgesamt zwei Tackles verzeichnen, die 20:23-Niederlage jedoch nicht verhindern.
Im April 2022 unterschrieb Flowers einen neuen Vertrag über ein weiteres Jahr bei den Bengals. In der folgenden Saison blieb er Backup hinter Eli Apple als Left Cornerback der Bengals und kam daneben in den Special Teams zum Einsatz. Am 15. Spieltag konnte er beim 34:23-Sieg gegen die Tampa Bay Buccaneers eine Interception von Tom Brady fangen. Auch in dieser Saison qualifizierten sich die Bengals für die Playoffs, scheiterten jedoch im AFC Championship Game an den Kansas City Chiefs. Flowers kam in zwei von drei Playoffspielen zum Einsatz. Nach der Saison wurde er erneut ein Free Agent.

### Atlanta Falcons
Am 8. Mai 2023 unterschrieb Flowers einen Einjahresvertrag bei den Atlanta Falcons. Dort ersetzte er zu Saisonbeginn Jeff Okudah als Stammspieler, da dieser sich in der Vorbereitung eine Verletzung zugezogen hatte. Flowers gab sein Debüt am 1. Spieltag der Saison 2023 beim 24:10-Sieg gegen die Carolina Panthers, bei dem er sogar acht Tackles verzeichnen konnte. Nachdem er in den ersten drei Saisonspielen Starter war, wurde er vor dem vierten Spieltag jedoch durch den wieder genesenen Okudah ersetzt und kam von da an fast ausschließlich in den Special Teams zum Einsatz. Insofern kam er zwar in jedem der 17 Saisonspiele zum Einsatz, konnte jedoch nur insgesamt 21 Tackles verzeichnen. Nach der Saison wurde er erneut ein Free Agent.

### Jacksonville Jaguars und Indianapolis Colts
Im Mai 2024 nahmen die Jacksonville Jaguars Flowers unter Vertrag, entließen ihn jedoch am 22. Oktober 2024 wieder. Nur eine Woche später gaben die Indianapolis Colts seine Verpflichtung für ihren Practice Squad bekannt. Insgesamt kam er in der Saison 2024 zu vier Einsätzen für die Jaguars sowie einem Einsatz bei den Colts, jeweils größtenteils in den Special Teams.

### Chicago Bears
Am 22. Juli 2025 vermeldeten die Chicago Bears die Verpflichtung von Flowers, der bis zum diesem Zeitpunkt ein Free Agent war.

## Karrierestatistiken
| Legende | Legende            |
| ------- | ------------------ |
| Fett    | Karrierehöchstwert |

### Regular Season
| Saison                             | Team             | Spiele | Spiele  | Tackles | Tackles | Tackles | Tackles | Interceptions | Interceptions | Interceptions | Interceptions | Interceptions | Interceptions | Fumbles | Fumbles | Fumbles |
| Saison                             | Team             | Gesamt | Starter | Gesamt  | Solo    | Assist  | Sack    | PD            | Int           | Yards         | Avg           | Lang          | TD            | FF      | FR      | TD      |
| ---------------------------------- | ---------------- | ------ | ------- | ------- | ------- | ------- | ------- | ------------- | ------------- | ------------- | ------------- | ------------- | ------------- | ------- | ------- | ------- |
| 2018                               | Seahawks         | 15     | 15      | 67      | 55      | 12      | 0,0     | 6             | 0             | 0             | 0,0           | 0             | 0             | 3       | 2       | 0       |
| 2019                               | Seahawks         | 15     | 15      | 82      | 65      | 17      | 2,0     | 8             | 3             | 0             | 0,0           | 0             | 0             | 1       | 1       | 0       |
| 2020                               | Seahawks         | 12     | 7       | 47      | 37      | 10      | 0,0     | 2             | 0             | 0             | 0,0           | 0             | 0             | 1       | 0       | 0       |
| 2021                               | Seahawks         | 5      | 3       | 16      | 15      | 1       | 0,0     | 0             | 0             | 0             | 0,0           | 0             | 0             | 0       | 0       | 0       |
| 2021                               | Bengals          | 11     | 1       | 23      | 14      | 9       | 0,0     | 1             | 0             | 0             | 0,0           | 0             | 0             | 0       | 1       | 0       |
| 2022                               | Bengals          | 15     | 0       | 27      | 20      | 7       | 0,0     | 3             | 1             | 0             | 0,0           | 0             | 0             | 0       | 1       | 0       |
| 2023                               | Falcons          | 17     | 3       | 21      | 15      | 6       | 0,0     | 2             | 0             | 0             | 0,0           | 0             | 0             | 0       | 0       | 0       |
| 2024                               | Jaguars          | 4      | 0       | 3       | 3       | 0       | 0,0     | 0             | 0             | 0             | 0,0           | 0             | 0             | 0       | 0       | 0       |
| 2024                               | Colts            | 1      | 0       | 1       | 0       | 1       | 0,0     | 0             | 0             | 0             | 0,0           | 0             | 0             | 0       | 0       | 0       |
| Gesamte Karriere                   | Gesamte Karriere | 95     | 44      | 287     | 224     | 63      | 2,0     | 22            | 4             | 0             | 0,0           | 0             | 0             | 5       | 5       | 0       |
| Quelle: pro-football-reference.com |                  |        |         |         |         |         |         |               |               |               |               |               |               |         |         |         |

### Postseason
| Saison                             | Team             | Spiele | Spiele  | Tackles | Tackles | Tackles | Tackles | Tackles | Interceptions | Interceptions | Interceptions | Interceptions | Interceptions | Interceptions | Fumbles | Fumbles | Fumbles |
| Saison                             | Team             | Gesamt | Starter | Gesamt  | Solo    | Assist  | Sack    | Safety  | PD            | Int           | Yards         | Avg           | Lang          | TD            | FF      | FR      | TD      |
| ---------------------------------- | ---------------- | ------ | ------- | ------- | ------- | ------- | ------- | ------- | ------------- | ------------- | ------------- | ------------- | ------------- | ------------- | ------- | ------- | ------- |
| 2018                               | Seahawks         | 1      | 1       | 2       | 2       | 0       | 0,0     | 0       | 0             | 0             | 0             | 0,0           | 0             | 0             | 0       | 0       | 0       |
| 2019                               | Seahawks         | 2      | 2       | 11      | 8       | 3       | 0,0     | 0       | 0             | 0             | 0             | 0,0           | 0             | 0             | 0       | 0       | 0       |
| 2020                               | Seahawks         | 1      | 0       | 1       | 1       | 0       | 0,0     | 0       | 0             | 0             | 0             | 0,0           | 0             | 0             | 0       | 0       | 0       |
| 2021                               | Bengals          | 4      | 0       | 11      | 10      | 1       | 0,0     | 0       | 2             | 0             | 0             | 0,0           | 0             | 0             | 0       | 0       | 0       |
| 2022                               | Bengals          | 2      | 0       | 0       | 0       | 0       | 0,0     | 0       | 0             | 0             | 0             | 0,0           | 0             | 0             | 0       | 0       | 0       |
| Gesamte Karriere                   | Gesamte Karriere | 10     | 3       | 25      | 21      | 4       | 0,0     | 0       | 2             | 0             | 0             | 0,0           | 0             | 0             | 0       | 0       | 0       |
| Quelle: pro-football-reference.com |                  |        |         |         |         |         |         |         |               |               |               |               |               |               |         |         |         |